# Palacio del Marqués de la Sonora
El Palacio de Solesio o Solecio ubicado en el número 61 de la calle Granada, más conocido —aunque incorrectamente— como Palacio del marqués de la Sonora o de la familia Gálvez es un edificio del siglo XVIII situado en el centro histórico de Málaga, España. Constituye la obra más importante de la arquitectura civil del siglo ilustrado en la ciudad.
El edificio fue vaciado y demolido, a excepción de su fachada, con fines especulativos por parte del grupo inmobiliario Salsa Patrimonio, produciendo un daño irrecuperable en el patrimonio arquitectónico del centro histórico y decretándose el estado de ruina del inmueble. Las obras de rehabilitación para convertirlo en un hotel y recuperar sus restos arqueológicos comenzaron en mayo de 2017 y tuvieron un plazo de construcción de tres años.

## Historia
Fue construido en 1789 por Félix Solesio en un ensanche de la calle Granada frente a la iglesia de Santiago Apóstol, cerca de la plaza de la Merced. En el proyecto sólo se hace referencia a un maestro de la obra, pero el estilo del edificio hace que haya sido atribuido a José Martín de Aldehuela.
Félix Solesio, un noble genovés de Finale Ligure que se instaló en la provincia de Málaga con un contrato real para instalar la Real Fábrica de Naipes en Macharaviaya y una factoría papelera en el Batán de San Carlos (razón por la que es considerado el fundador del núcleo benalmadense de Arroyo de la Miel), ordenó la construcción de este palacio en un recodo de la calle tras pedir permiso al Cabildo para su ensanche a fin de que los carruajes pudieran dar la vuelta donde antes había pequeñas casas.
El escudo de la familia Solesio se puede encontrar esculpido en piedra caliza en el chaflán de la esquina del palacio con el estrechamiento de calle. El edificio fue usado para el almacenamiento del papel elaborado en Arroyo de la Miel y de los naipes ya confeccionados en Macharaviaya listos para ser transportados, desde el puerto de Málaga, al Nuevo Mundo. El comercio americano de naipes era monopolio de Solesio.
En 1806, tras la expropiación del edificio, fue entregado a José Mariano del Llano y Catalina Archez, viuda de Bernardo Carrillo. Un folleto de 1939 nos indica que el edificio era usado como centro escolar del Colegio de señoritas titulado La Minerva.

## La errónea relación con la familia Gálvez

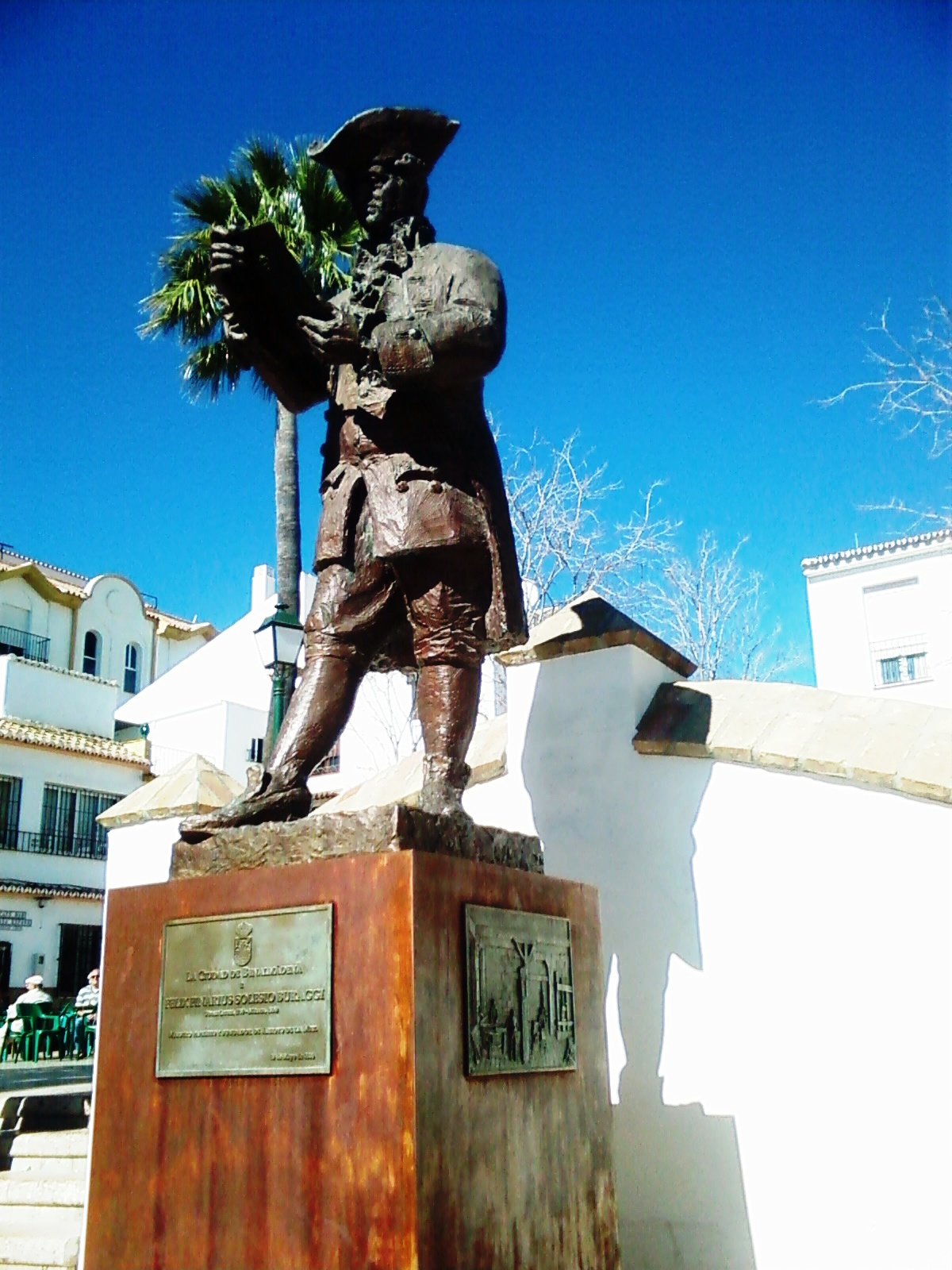
Félix Solesio, promotor de la construcción del Palacio. Escultura en Arroyo de la Miel.

Se ha pensado erróneamente que la propiedad del inmueble pasó a la familia Gálvez de Macharaviaya y aún hoy es también conocido como Palacio de los Gálvez. Narciso Díaz de Escovar escribió en un artículo que cuando el marqués de la Sonora iba a Málaga se alojaba en el Palacio de Solesio, cosa improbable dado que José de Gálvez murió en 1787, dos años antes de que comenzara la construcción del inmueble. Fotografías del Archivo Temboury de 1946 muestran el edificio sin el escudo de los Gálvez que hoy remata la portada. El palacio tampoco aparece entre los lugares visitados con motivo del hermanamiento entre las ciudades de Málaga y Mobile en 1965, que homenajea los lazos trazados por Bernardo de Gálvez entre las ciudades de ambos continentes. Parece probable que el escudo procede del derribado palacio de los Gálvez de Macharaviaya, entonces propiedad de la condesa de Berlanga de Duero y podría haber sido donado para que fuera instalado en este edificio cuando se pensaba en la relación de esta familia con el inmueble de calle Granada.

## Características arquitectónicas
Es un edificio de tres pisos cuya portada de piedra presenta diferentes elementos decorativos como pilastras cajeadas, modillones, entablamento, frisos de guirnaldas y florones. De su interior destacaba su zaguán con una portada de mármol que daba paso a las escaleras compuesta por dos columnas toscanas rematadas por jarrones y entablamento formando frontones curvos que finalizaban en un ático curvo, del que sobresalían hojas de palma. Sobre su ático se encuentra el escudo de la familia Gálvez, añadido posteriormente tras un error histórico.

Palacio de Solesio en el S.XIX
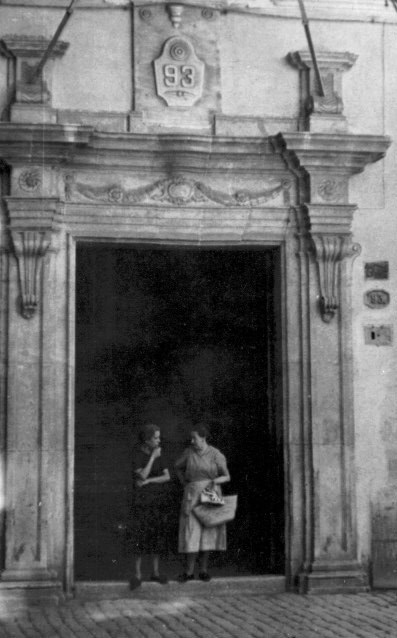
Frontón Palacio de Solesio
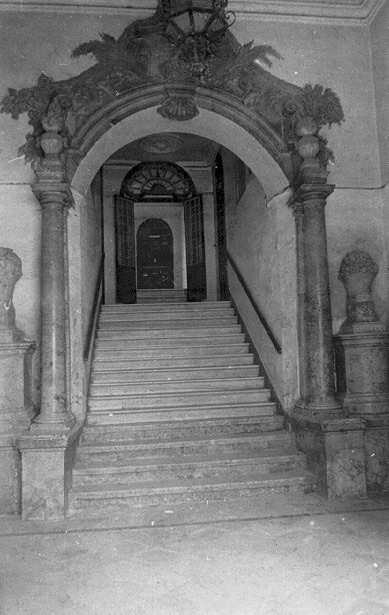
Vestíbulo
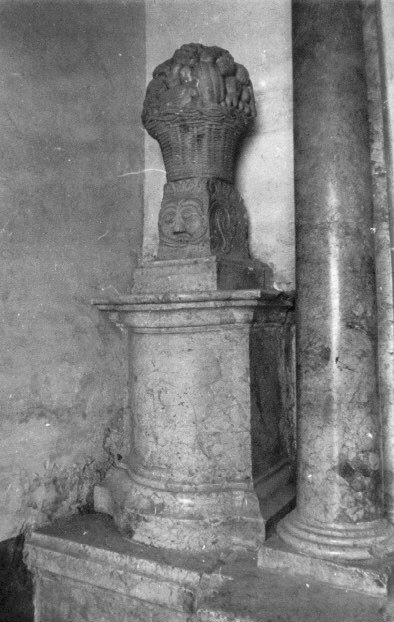
Decoración interior
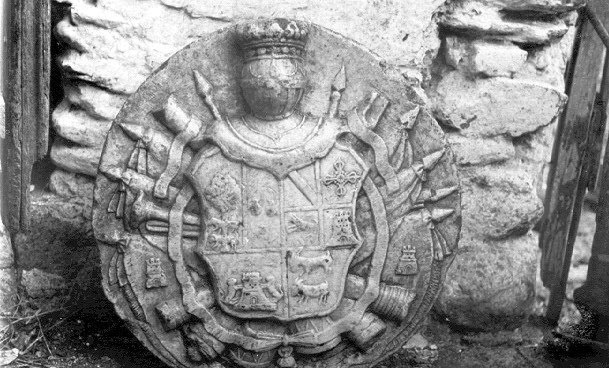
Escudo del Palacio

## Situación actual y estado de ruina
Tras ser adquirido por la Sociedad Azucarera Larios para reconvertirlo en hotel de cinco estrellas, se derribó su interior en 2006 (sólo se rescataron las columnas del patio habiéndose perdido la escalera entre otros muchos elementos) bajo el pretexto de las malas condiciones que presentaba el inmueble. El proyecto redactado por Salvador Moreno Peralta se topó además con la aparición en el subsuelo de importantes restos arqueológicos romanos. Esto demoró el inicio de las obras dado que la Junta de Andalucía exigió su conservación alterando así el proyecto presentado por Moreno Peralta quien se negó a reubicar las cocinas del hotel en otro lugar.[cita requerida]
En el año 2015, se retiraron parte de los andamios que la ocultaban, para dar un mejor aspecto a la turística calle Granada. Desde diversos sectores se critica esta situación alegándose que Málaga ha perdido uno de los mejores ejemplos de arquitectura civil con los que contaba con la desaparición de gran parte de los elementos que componían el espacio.
En enero de 2016, se establecieron las negociaciones para ser adquirido por el grupo de inversión inmobiliaria Activum SG. con una inversión de ocho millones de euros, para hacer un hotel de cuatro estrellas superior. La viabilidad económica de este grupo ha quedado patente, debido a su potencial para poder adquirir en el año anterior inmuebles de alto valor en España como el Mercado de Fuencarral, y esta garantía es la circunstancia clave para poder paralizar el procedimiento de venta forzosa abierto por la Gerencia de Urbanismo meses atrás que comenzó un proceso de expropiación para sacar la parcela a subasta pública, ante los incumplimientos reiterados de Salsa Inmobiliaria por recuperar el edificio. Activum SG tendrá que comenzar las obras en un plazo inferior a seis meses firmado por contrato.
En agosto de 2016, la Consejería de Cultura de la Junta de Andalucía emitió un informe desfavorable al proyecto de construcción de un hotel en los restos del palacio por la estructura de la cubierta. Debido a este hecho la empresa envió tres propuestas diferentes de cubierta a las del proyecto original.
En octubre de 2016 una resolución judicial falló que la ya mencionada Sociedad Azucarera Larios (actualmente denominada Salsa Patrimonio) y anterior propietaria del inmueble provocó la ruina del inmueble de forma intencionada, demoliendo su estructura y vigas. El edificio, hoy en día prácticamente derruido, a excepción de su fachada y la conservación de algunos muros interiores fue, según obedece a un informe aportado al juicio por la Gerencia de Urbanismo de Málaga, vaciado y demolido sin causa que lo acreditara salvo especulativa, lo que provocó que se tuviera que decretar el estado de ruina del inmueble por parte del ayuntamiento. Esta negligencia, por parte de Salsa Inmobiliaria, ha provocado durante años la degradación de una manzana situada en un entorno muy sensible del centro histórico de Málaga y una pérdida valiosísima del patrimonio cultural de la ciudad, difícilmente recuperable por el trato destructivo acometido con todos sus elementos ornamentales salvo las columnas. Además, en dicha resolución se falló a favor de la Óptica Durán que ocupaba uno de los locales comerciales del palacio y que fue reubicada hasta que finalizaran las obras de reconstrucción, las cuales nunca se llevaron a cabo. Salsa Patrimonio fue condenanda a indemnizar a la óptica con una cantidad superior a los 70.000€.